# اریک فابری
اریک فابری (انگلیسی: Erik Fabbri؛ زادهٔ ۱۲ اوت ۱۹۹۱) بازیکن فوتبال اهل ایتالیا است.